# Lista siturilor arheologice din județul Bistrița-Năsăud - J
Lista siturilor arheologice din județul Bistrița-Năsăud - J conține toate siturile arheologice din județul Bistrița-Năsăud înscrise în Repertoriul Arheologic Național (RAN) și aflate în localități al căror nume începe cu litera J. RAN este administrat de Ministerul Culturii și Patrimoniului Național și cuprinde date științifice, cartografice, topografice, imagini și planuri, precum și orice alte informații privitoare la zonele cu potențial arheologic, studiate sau nu, încă existente sau dispărute.
Puteți căuta un sit din localitățile care încep cu litera J folosind formularul de mai jos sau puteți naviga prin toate siturile din județ la Lista siturilor arheologice din județul Bistrița-Năsăud.
| Cod RAN                                  | Denumire | Localitate                      | Adresă               | Datare                       | Descoperit | Coordonate | Imagine           | Erori            |
| ---------------------------------------- | --- | ------------------------------- | -------------------- | ---------------------------- | ---------- | ---------- | ----------------- | ---------------- |
| 33809.01.01 (Cod LMI: BN-I-m-B-01355.02) | Situl arheologic de la Jeica - "Hotarul Nou" / ansamblu anonim (Categorie: locuire civilă) (Tip: Așezare)               | sat Jeica, comuna Mărișelu      | Hotarul Nou          |                              |            |            | Încărcați imagine | Raportați eroare |
| 33809.01.02 (Cod LMI: BN-I-m-B-01355.01) | Situl arheologic de la Jeica - "Hotarul Nou" / ansamblu anonim (Categorie: locuire civilă) (Tip: Așezare)               | sat Jeica, comuna Mărișelu      | Hotarul Nou          |                              |            |            | Încărcați imagine | Raportați eroare |
| 33809.02.01 (Cod LMI: BN-I-s-B-01356)    | Turnul din epoca romană de la Jeica - "Dealul Zburătorilor" / ansamblu turn roman (Categorie: fortificație) (Tip: Turn) | sat Jeica, comuna Mărișelu      | Dealul Zburătorilor  | romană sec. II - III p. Chr. |            |            | Încărcați imagine | Raportați eroare |
| 32731.01.01 (Cod LMI: BN-I-m-B-01357.02) | Situl arheologic de la Jelna- Biserica evanghelică / ansamblu anonim (Categorie: locuire civilă) (Tip: Așezare)         | sat Jelna, comuna Budacu de Jos | Biserica evanghelică |                              |            |            | Încărcați imagine | Raportați eroare |
| 32731.01.02 (Cod LMI: BN-I-m-B-01357.01) | Situl arheologic de la Jelna- Biserica evanghelică / ansamblu anonim (Categorie: locuire civilă) (Tip: Așezare)         | sat Jelna, comuna Budacu de Jos | Biserica evanghelică | sec. II - III p. Chr.        |            |            | Încărcați imagine | Raportați eroare |
| 32731.02.01 (Cod LMI: BN-I-s-B-01358)    | Așezarea romană de la Jelna - "La Table" / ansamblu anonim (Categorie: locuire civilă) (Tip: Așezare)                   | sat Jelna, comuna Budacu de Jos | La Table             | romană sec II - III p. Chr.  |            |            | Încărcați imagine | Raportați eroare |
| 33809.03.01                              | Necropola de la Jeica / ansamblu anonim (Categorie: descoperire funerară) (Tip: Necropolă)                              | sat Jeica, comuna Mărișelu      |                      |                              |            |            | Încărcați imagine | Raportați eroare |
| 33809.04                                 | Situl eneolitic de la Jeica (Categorie: neprecizată) (Tip: neprecizat)                                                  | sat Jeica, comuna Mărișelu      |                      |                              |            |            | Încărcați imagine | Raportați eroare |
| 33809.04.01                              | Situl eneolitic de la Jeica / ansamblu anonim (Categorie: neprecizată) (Tip: neprecizat)                                | sat Jeica, comuna Mărișelu      |                      |                              |            |            | Încărcați imagine | Raportați eroare |